# 張捷 (1899年)
張捷（1899年—1993年）台灣嘉義人，臺灣近代畫家陳澄波之妻，陳澄波在二二八事件蒙難後，以保存陳澄波畫作三十年而著稱。

## 生平

### 早期
1899年，張捷出生於臺灣嘉義，是位於南門望族張家之二千金。其父張濟美在日治時期時擔任嘉義市的保正，也是當地教務委員，在小學時，他曾與未來的丈夫陳澄波是同班同學。然而，由於某些原因，她在就讀四年後便輟學，於家中專心學習針線活。
1918年，張捷在父親的安排下與陳澄波結婚，他因該場囍事而繡製囍字八仙綵，當時的陳澄波則擔任嘉義公學校擔任訓導一職。婚後隔年，長女陳紫薇出生。
1924年，陳澄波考取東京美術學校圖畫師範科就讀，張捷留在臺灣持續從事針線工作、車布邊等針線以支持家計及貼補丈夫在東京的生活，並獨立扶養三個小孩，1929年，陳澄波完成了研究科學業，並前往上海市任教。隔年，張捷與孩子們跟隨他前往上海居住。在遠門前，為祈求能夠平安歸來，張捷在臺灣留下了一束髮結。
1931年，陳澄波曾在上海以全家福為主題完成畫作《我的家庭》，該作品以分別是陳澄波、次女陳碧女、妻子張捷、長子陳重光、長女陳紫薇為主題。
然而隨著1932年，上海發生一二八事件，各地發生反日浪潮，日本人在中國的處境艱難，而臺灣人則同樣被視為日籍人士，處處受到排擠，陳澄波擔心家人安危，安排張捷帶著孩子先行返回臺灣。
回到臺灣後，陳澄波因成為專職畫家而經常在外面寫生和參加美展。張捷則支持丈夫的夢想，獨自持家教子，使丈夫能夠全心投入美術創作。

### 二二八事件
1947年，二二八事件爆發後，3月2日嘉義市區發生嚴重的軍民衝突，嘉義地方仕紳希望平息事端，組成「二二八事件處理委員會」出面調停，推派陳澄波等偕嘉義市參議員六人擔任「和平使」前往協商，然而則遭到國民黨軍隊拘禁並受到嚴刑拷打，被逼迫承認煽動暴動的罪行。3月25日上午，陳澄波與其餘被捕的人犯被推上軍車，於嘉義車站執行槍決。
陳澄波過世後，他和其他家族成員拆下住居門板充當擔架，將陳澄波的遺體運回家中，並為屍體拍照，由於住家光線不足，張捷在拍攝時於後方撐起門板，將陳澄波遺體上半身抬高，並將隨後將陳澄波當時所穿，留有彈孔的西服清洗乾淨，秘密保存。當時，在面對夫逝之痛、政治迫害、生計經濟等困難，張捷為了持續保護丈夫的畫作，在避免情治單位的搜查下將陳澄波的畫作和物品深藏在住家閣樓，並在公開場合在住家門前將丈夫的畫框、畫架和寫生用具燒毀。陳澄波遺體的底片則藏於神主牌位後方。此外，由於感於陳澄波最後遺作《玉山積雪》應永久典藏、遂秘密以交換另幅畫作，向擁有該幅畫作的柯麟遺族協商保存。
在此之後，張捷並不讓孩子們接近閣樓，並告誡子孫以後絕不參與任何政治活動。在每年過年時定期將丈夫畫作拿出重新整理一次。為了貼補家用，張捷與女兒經常接零工，或者幫隔壁商家裝貨，賺一簍幾角錢的工資以維持生機。

### 近代
1979年，隨著臺灣社會逐漸開放，張捷在陳澄波的昔日同學與學生的協助，開始修復丈夫的畫作，並作主賣掉一幅陳澄波的畫，在此30年期間，他秘密保存丈夫近18,000件的文物與畫作。並在雄獅美術的合作下，她於春之藝廊籌辦陳澄波逝世後首次的遺作展「陳澄波遺作展」，展出陳澄波的油畫、膠彩、淡彩、素描等八十件作品和相關史料，該展覽後來約吸引約4萬人進場。，但當時的媒體卻不敢提及陳澄波的死因。直到1987年臺灣解嚴，1992年，張捷受邀參與國家音樂廳舉辦的二二八紀念音樂會，時任總統李登輝親自握著張捷的手向他致意慰問。
1993年，張捷辭世，享耆壽94歲。

## 紀念
雕塑家蒲添生為其女婿，1963年，他曾替張捷製作一尊銅雕像，該銅像後收藏於蒲添生雕塑紀念館。1991年，蒲添生曾速寫一件草圖速寫畫《張捷》。
2017年，嘉義市文化局所舉辦之「溯與恕．2017嘉義228事件70周年紀念美展」中，為因應張捷收藏丈夫作品，才得以讓陳澄波的作品流傳後世之成就，陳澄波的外孫蒲浩明、蒲浩志特別捐贈父親蒲添生製作的「張捷塑像」較由嘉義市政府收藏，由時任市長涂醒哲代表受贈，該座銅雕像規劃將放置「陳澄波先生坐姿」銅雕對面。
2021年，陳澄波的後代將玻璃底片和遺照修復後，連同相框裡的其他照片、張捷過去使用的傢俱、服飾、飾品和三張日治時期地圖捐贈給國立臺灣歷史博物館典藏。

## 流行文化
- 2011年，嘉義市政府籌劃《我是油彩的化身》原創音樂劇，由洪榮宏扮演陳澄波，高慧君飾演張捷。[26][27]

- 2022年3月25日，陳澄波基金會將和湠臺灣電影公司合作，以張捷的視角啟動影集《藏畫的女人》（後更名為《藏畫》）之製作，監製將由姚文智擔任。[28][29]

- 2023年，飛人集社劇團將張捷藏畫之經歷，使陳澄波的藝術成就得以避過動亂年代重見天日的故事，改編為舞台劇《藏畫》。[30][31][32][33]

## 外部連結
- 財團法人陳澄波文化基金會 （页面存档备份，存于）